# Žacléř
Žacléř település Csehországban, Trutnovi járásban. Žacléř Bernartice, Trutnov, Královec, Lampertice, Horní Maršov és Mladé Buky településekkel határos. Lakosainak száma 3096 fő (2024. január 1.).

## Népesség
A település lakosságának változását az alábbi diagram mutatja:
| Lakosok száma | 3937 | 4182 | 5225 | 3727 | 4298 | 3633 | 3207 | 3134 | 3058 | 3096 |
|               | 1869 | 1890 | 1921 | 1950 | 1980 | 2001 | 2017 | 2019 | 2022 | 2024 |